# Tunturi

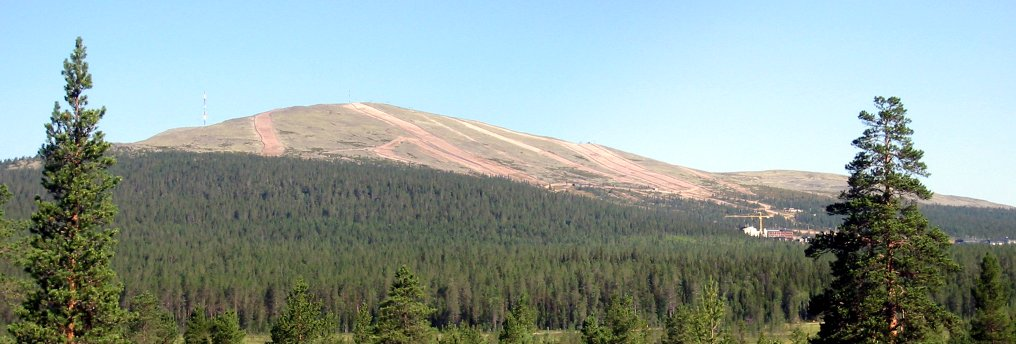
Yllästunturi, Finlande.

Tunturi est un terme finnois qui désigne une montagne arrondie de Fennoscandie. Tunturi, qui est d'origine same et signifie toundra, est traduit en danois par fjeld, en anglais par fell, en suédois par fjäll et provient du vieux norrois fjall qui signifie « montagne ».

## Géographie
La roche de ces reliefs, très ancienne et très dure (quartzite, granulite, etc), a permis à ces reliefs de résister aux glaciations alors que les roches plus tendres ont été totalement érodées.
Les sommets issus des chaînes les plus anciennes comme les Carélides se présentent en général comme des collines ou groupes de collines isolées d'altitude peu impressionnante (400 à 700 mètres d'altitude) mais notables dans un paysage par ailleurs très plat (comme en Finlande). De plus, une variation de température de quelques degrés liée à l'altitude suffit souvent à couvrir de toundra le sommet alors que les flancs sont boisés.
Les sommets issus des chaînes plus récentes, en l'occurrence des Alpes scandinaves, sont plus élevés et relativement groupés. C'est pourquoi, alors qu'un Norvégien va pouvoir utiliser le mot fjell pour désigner une montagne de 2 000 mètres d'altitude (et même une montagne tout court, quelle que soit son origine géologique), un tunturi évoquera principalement pour un finnois une colline peu élevée et isolée caractéristique de la Laponie. Le mot est très difficile à traduire car il dépend fortement de la géographie du pays qui l'utilise.

## Tunturis de Finlande
- Aakenustunturi
- Ailigas
- Halti (Haltiatunturi)
- Hammastunturi
- Iso-Syöte
- Kumputunturi
- Korvatunturi
- Kovddoskaisi
- Levi
- Luosto
- Mallatunturit
- Olostunturi
- Ounastunturi
- Pallastunturi
- Peltotunturi
- Pyhätunturi
- Ridnitšohkka
- Riisitunturi
- Rukatunturi
- Ropi
- Saana
- Saivaara
- Groupe de Saariselkä
  - Kaunispää
  - Kiilopää
  - Sokosti
- Sorsatunturi
- Suomutunturi
- Yllästunturi
- Pyhitystunturi
- Salmitunturi

## Tunturis de Russie
- Kivakkatunturi
- Nuorunen
- Mäntytunturi (fi)
- Sieppitunturi (fi)
- Ketkoiva
- Leipätunturi
- Mäntytunturi
- Rohmoiva
- Sieppitunturi
- Jonlaki
- Joutsenpää
- Kaarablekk
- Kalkupää
- Kaskama
- Kivitunturi
- Korvatunturi
- Kuuroaivi
- Maattert
- Onkitunturi
- Paiddevödd
- Parkkinatunturit
- Pasaritunturi
- Petsamontunturit
- Selkätunturi
- Suortitunturi
- Taljatunturi
- Talkkunapää
- Trifonavaara
- Tcherdekaisi
- Virnimä
- Vuennijauraoaiv

## Référence
- (en) Cet article est partiellement ou en totalité issu de l’article de Wikipédia en anglais intitulé « Fell » (voir la liste des auteurs).